# Lamblang Manyang
Lamblang Manyang is een bestuurslaag in het regentschap Aceh Besar van de provincie Atjeh, Indonesië. Lamblang Manyang telt 780 inwoners (volkstelling 2010).